# Allium kiiense
Allium kiiense — вид рослин з родини амарилісових (Amaryllidaceae); ендемік Японії.

## Опис

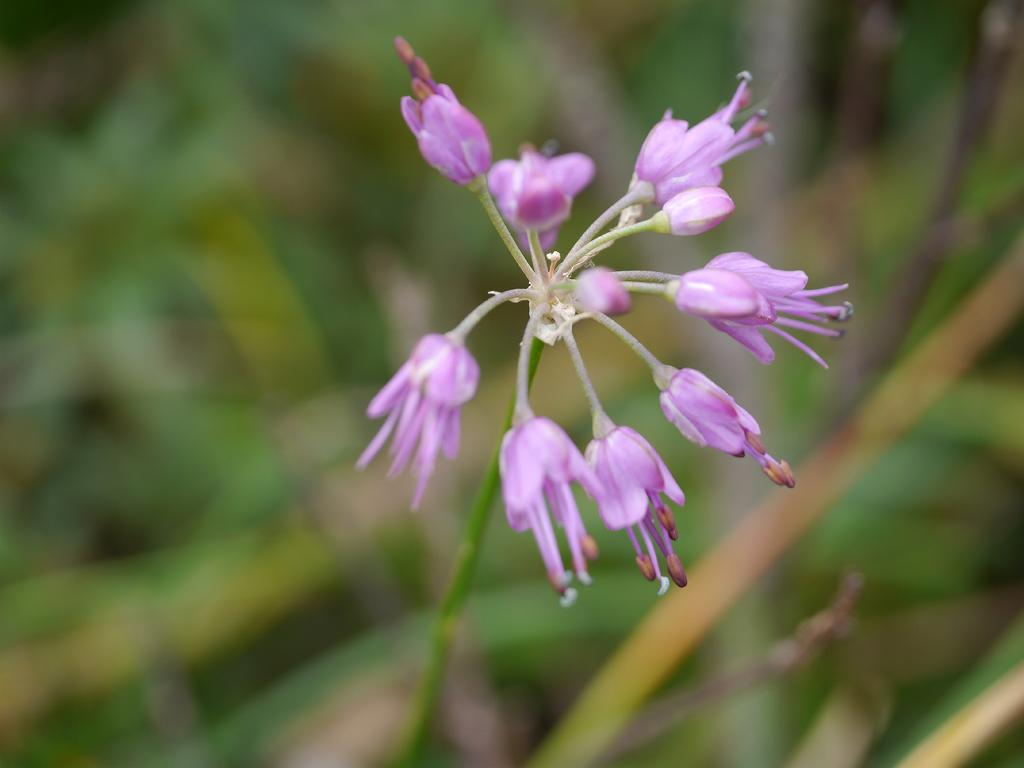
суцвіття

Листки завдовжки до 40 см, завширшки 1.5–2.5 мм. Оцвітина червонувато-пурпурна. Листочки оцвітини човноподібні, 5–6 × 2.5–4 мм. 2n = 16

## Поширення
Ендемік Японії (Хонсю).